# عطوف

يتم التحكم في العطوف بواسطة الجنيحات الموجودة عند أطراف أجنحة الطائرة.

العطوف أو التقلب أو التمايل (بالإنجليزية: Roll)‏ هي حركة دورانية لجسم جاسئ حول محوره الطولاني (محور العطوف). وتسمى السرعة الزاوية لهذا الدوران أيضًا بمعدل العطوف.

## في الطيران

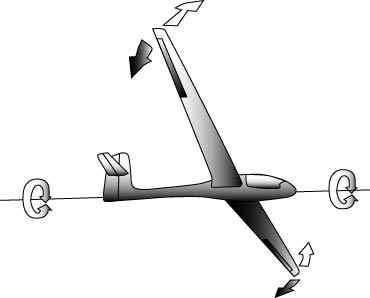
محور العطوف

في الطيران، يُتَحَكَّم في هذه الحركة من خلال حركة جانبية للمقود. يتحكم المقود بدوره في انحراف الأسطح المتحركة الموجودة على الجناح: الجنيحات.
تولّد الانحرافات التي في الاتجاه المعاكس لهذه الأسطح قوى ديناميكية هوائية وعزم العطوف. إذا كانت الطائرة تحتوي على ما يكفي من زاوية ثنائية السطوح، فيمكن الحصول على العطوف عن طريق تشغيل الدفة.

## في الملاحة البحرية

حركة العطوف لسفينة مشار إليها برقم 6.

يشير العطوف إلى الحركة الدورانية لمركبة بحرية حول محورها الطولانية، مما يخلق تذبذبًا جانبيًا بالتناوب على جانب الميمنة والميسرة. عندما يكون الميل مستمرًا، نتحدث عن الجنوح [الإنجليزية].
وترتبط بشكل رئيسي بعمل الأمواج والرياح، وهي إحدى الحركات الثلاث المحتملة للسفينة إلى جانب الخطران والانعراج.